# Campeonato Português de Futebol 2007–2008
Campeonato português de futebol (2007-08) foi a edição do Campeonato português de futebol que se realizou entre 2007 e 2008.

## Primeira Liga
A BWIN Liga 2007/2008 foi a época septuagésima edição do campeonato português de futebol. Iniciou-se a 18 de Agosto de 2007. O sorteio das jornadas foi a 12 de Julho de 2007. Terminou a 11 de Maio.
O Porto sagrou-se campeão à 25ª jornada. Na 28ª jornada a União de Leiria viu-se relegada para a Liga de Honra.

### "Caso Meyong"
No jogo a contar para a 16ª jornada entre o Belenenses e a Naval 1.º de Maio, a equipa do Belenenses utilizou indevidamente o jogador Meyong.

Como consequência o Belenenses foi penalizado em 6 pontos (menos 3 por retirada da vitória e menos 3 por penalização). Já à Naval 1.º de Maio foram atribuídos 3 pontos.

### Apito Final
A 9 de Maio de 2008 a LPFP emitiu vários comunicados no âmbito da resolução do caso Apito Final.

De entre as medidas destacaram-se:
1. despromoção do Boavista à Liga de Honra na próxima época;
2. Porto perderá de 6 pontos na classificação da presente época;
3. supensão de dois anos para Pinto da Costa

O clube boavisteiro interpôs recurso da decisão, o Porto fez saber que não irá recorrer da decisão tomada pela LPFP, mas Pinto da Costa irá recorrer do castigo aplicado a si enquanto dirigente do clube.
A 29 de Julho de 2008 a LPFP, com base nas decisões da FPF, estabeleceu que o Boavista na época 2008/2009 jogaria na Liga de Honra, beneficiando desta forma o Paços de Ferreira, que se manterá na Primeira Liga.
A 7 de Julho de 2017, o Conselho de Justiça (CJ) da Federação Portuguesa de Futebol (FPF) deu razão a Pinto da Costa no recurso apresentado ao castigo de dois anos de suspensão e multa de dez mil euros aplicados em 2008, no âmbito do processo Apito Final. Pinto da Costa vê assim a pena - que já cumpriu - anulada e a SAD portista, que fora castigada com a perda de seis pontos e uma multa de 150 mil euros, também beneficia, uma vez que "o recurso interposto de uma sentença abrange toda a decisão". 

### Acessos a competições europeias
| - Liga dos Campeões: - Fase de grupos - Porto, - Sporting - III Pré-eliminatória - Vitória de Guimarães | - Taça UEFA - Benfica, - Marítimo, - Vitória de Setúbal - Copa Intertoto - Braga |  |

### Despromoções
- União de Leiria
- Boavista

## Liga de Honra
Liga Vitalis 2007/2008 foi a 17ª edição da atual segunda divisão do futebol profissional de Portugal. Iniciou-se a 18 de Agosto de 2007. O sorteio das jornadas foi a 12 de Julho de 2007. Terminou a 11 de Maio.
O Trofense sagrou-se campeão na derradeira jornada, subindo à Primeira Liga na época 2008/2009 com o Rio Ave, que ficou em segundo lugar. Penafiel e Fátima foram despromovidos à II Divisão.

### Promoções
- Trofense
- Rio Ave

### Despromoções
- Penafiel
- Fátima

## Segunda Divisão
II Divisão 2007/2008 foi a  edição segunda divisão do futebol profissional de Portugal realizada em 2007 e 2008.
A final foi disputada a 22 de Junho no Estádio Municipal de Pombal. Opôs o Sporting da Covilhã à União Oliveirense, vencedores das séries C e B, respectivamente, na 2ª fase (Fase de Subida) da edição.
A União Oliveirense foi o campeão da prova.

### Promoções
- União Oliveirense
- Sporting da Covilhã

### Despromoções
| Série A - Maria da Fonte - Machico - Portosantense - Merelinense - Lixa | Série B - Vila Meã - Fiães - Avanca - Leça - Marco (desistiu) | Série C - B. Castelo Branco - Anadia - Sátão - Nelas - Rio Maior - Caldas | Série D - Messinense - Juventude de Évora - Madalena - Louletano - Lusitânia |

## Terceira Divisão

### Promoções
| Série A - Mirandela - Vianense Série B - Amarante - Aliados de Lordelo | Série C - Arouca - Sanjoanense Série D - Monsanto - União da Serra | Série E - Oriental - Santana Série F - Aljustrelense - Beira-Mar MG | Série Açores - Praiense |

## Taça da Liga
A Taça da Liga 2007-2008 foi a 1ª edição da Taça da Liga, vencida pelo Vitória de Setúbal contra o Sporting Clube de Portugal, jogou-se a 22 de Março de 2008, no Estádio Algarve, em Faro.

## Taça de Portugal
A Taça de Portugal 2007-08 foi 68ª edição da Taça de Portugal, competição sob alçada da Federação Portuguesa de Futebol.
O jogo da final foi disputado a 18 de Maio de 2008, no Estádio Nacional do Jamor, entre o Porto e o Sporting.

A final foi vencida pelo Sporting, no prolongamento, após terem acabado os 90 minutos regulamentares empatados a zero golos com o Porto, com dois golos de Rodrigo Tiuí.

## Supertaça Cândido de Oliveira
A Supertaça Cândido de Oliveira 2007-08 foi a 30ª edição da Supertaça Cândido de Oliveira, jogou-se a 16 de Agosto de 2008, no Estádio Algarve. O jogo opôs o Futebol Clube do Porto, vencedor da Primeira Liga, ao vencedor da Taça de Portugal, Sporting Clube de Portugal. O troféu foi vencido por Sporting Clube de Portugal, por dois golos, contra zero.